# Жиромањи
Жиромањи (фр. Giromagny) је насељено место у Француској у региону Франш-Конте, у департману Територија Белфор.
По подацима из 2011. године у општини је живело 3148 становника, а густина насељености је износила 557,17 становника/km².

## Демографија
| 1962. | 1968. | 1975. | 1982. | 1990. | 2011. |
| ----- | ----- | ----- | ----- | ----- | ----- |
| 3.181 | 3.171 | 3.393 | 3.577 | 326   | 3.148 |